# Julen Kalzada
Julen Kalzada Ugarte (Busturia, 1935) és un sacerdot i lingüista basc. Estudià teologia i fou militant d'ETA en la seva joventut. En el Procés de Burgos de 1970 fou condemnat a 12 anys de presó.
El 1977 fou amnistiat i deixà ETA. No es va integrar en cap organització política, sinó que va dedicar-se a fer classes d'euskera a adults, a traduir-hi clàssics com Elogi de la bogeria d'Erasme de Rotterdam, els Annals de Tàcit i De la naturalesa de les coses de Lucreci, i a col·laborar a revistes com Argia. També ha estat president de l'Alfabetatze eta Euskalduntze Koordinakundea.
Tot i així, formà part de la llista d'Herri Batasuna a les eleccions al Parlament europeu de 1989, fou arrestat pel jutge Baltasar Garzón durant tot el procés contra el diari Egin, a les eleccions forals de 2003 fou cap de llista de l'Autodeterminaziorako Bilgunea (AuB), i el 2007 donà suport públicament al manifest d'Acció Nacionalista Basca (ANB) Guk euskal nazioa. Independentzia

## Obres
- Herriak eta gizonak (1979)